# Prachtflossenbarbe
Die Prachtflossenbarbe (Enteromius callipterus (griechisch callos „schön“, pteron „Flosse“), Syn.: Barbus callipterus) ist ein kleinwüchsiger Süßwasserfisch aus Westafrika. Ihr Verbreitungsgebiet umfasst die Flüsse der Küstenebene der Elfenbeinküste, Ghanas und Benins. Außerdem kommt sie in Nigeria, im Einzugsgebiet des Tschadsees, im Benue und in Äquatorialguinea (Mbini und Bioko) vor.

## Merkmale
Die Prachtflossenbarbe wird maximal acht bis neun Zentimeter lang und fünf Gramm schwer. Sie hat einen gestreckten, seitlich abgeflachten Körper, der von gelblichbrauner bis gelblichgrüner Grundfarbe ist und silbrig schimmert. Die Rückenseite ist dunkler, die Bauchseite heller oder rein silbrig. Die Schuppen der oberen Körperhälfte haben dunkle Ränder, die entlang der vollständigen und horizontal verlaufenden Seitenlinie einen braunen Fleck an der Basis. Die Poren des Seitenliniensystems auf dem Kopf sind deutlich sichtbar. Die Flossen sind an ihrer Basis gelblich, außen transparent. Bei geschlechtsreifen Prachtflossenbarben können Rücken- und Schwanzflosse auch rötlich sein. Die Iris ist oben rot. Das Maul ist leicht unterständig und wird von zwei kurzen Bartelpaaren umgeben. Weibchen sind kräftig gebaut, Männchen deutlich schlanker.
Von anderen westafrikanischen Enteromius-Arten kann sie leicht durch einen dunklen Fleck auf der vorderen Rückenflossenmitte und eine farblose Rückenflossenspitze unterschieden werden. Bei Enteromius deserti ist nur die Rückenflossenspitze durch einen Fleck markiert.
- Flossenformel: Dorsale 3/8, Anale 3/5.
- Schuppenformel: 3,5/23-27/3,5/2,5/12.

## Lebensweise
Die Prachtflossenbarbe lebt in kleinen Fließgewässern. Sie ist produktiv und legt bis zu 1000 leicht gelbliche Eier in feinfiedrige Pflanzen. Die Jungfische schlüpfen nach etwa 36 Stunden und schwimmen nach vier Tagen frei. Sie sind nach etwa fünf bis sechs Monaten bei einer Länge von fünf Zentimetern geschlechtsreif.